# Liste der Biografien/Thoe
Liste der Biografien |
Portal Biografien |
Personensuche
# |
A |
B |
C |
D |
E |
F |
G |
H |
I |
J |
K |
L |
M |
N |
O |
P |
Q |
R |
S |
T |
U |
V |
W |
X |
Y |
Z |
?
 
Ta |
Tc |
Te |
Tf |
Tg |
Th |
Ti |
Tj |
Tk |
Tl |
Tm |
To |
Tq |
Tr |
Ts |
Tu |
Tv |
Tw |
Tx |
Ty |
Tz
 
Tha |
The |
Thi |
Thj |
Thn |
Tho |
Thr |
Thu |
Thw |
Thy
 
Thoa |
Thob |
Thod |
Thoe |
Thof |
Thog |
Thoh |
Thoi |
Thok |
Thol |
Thom |
Thon |
Thoo |
Thop |
Thor |
Thos |
Thot |
Thou |
Thov |
Thow |
Thoz
Die Liste der Biografien führt alle Personen auf, die in der deutschsprachigen Wikipedia einen Artikel haben. Dieses ist eine Teilliste mit 22 Einträgen von Personen, deren Namen mit den Buchstaben „Thoe“ beginnt.

## Thoe

### Thoel
- Thoelke, Bärbel (* 1938), deutsche Porzellangestalterin
- Thoelke, Bjarne (* 1992), deutscher Fußballspieler
- Thoelke, Jan (* 1956), deutscher Automobilrennfahrer
- Thoelke, Tim (* 1972), deutscher Musiker, DJ und ModeratorTim Thoelke (* 1972)

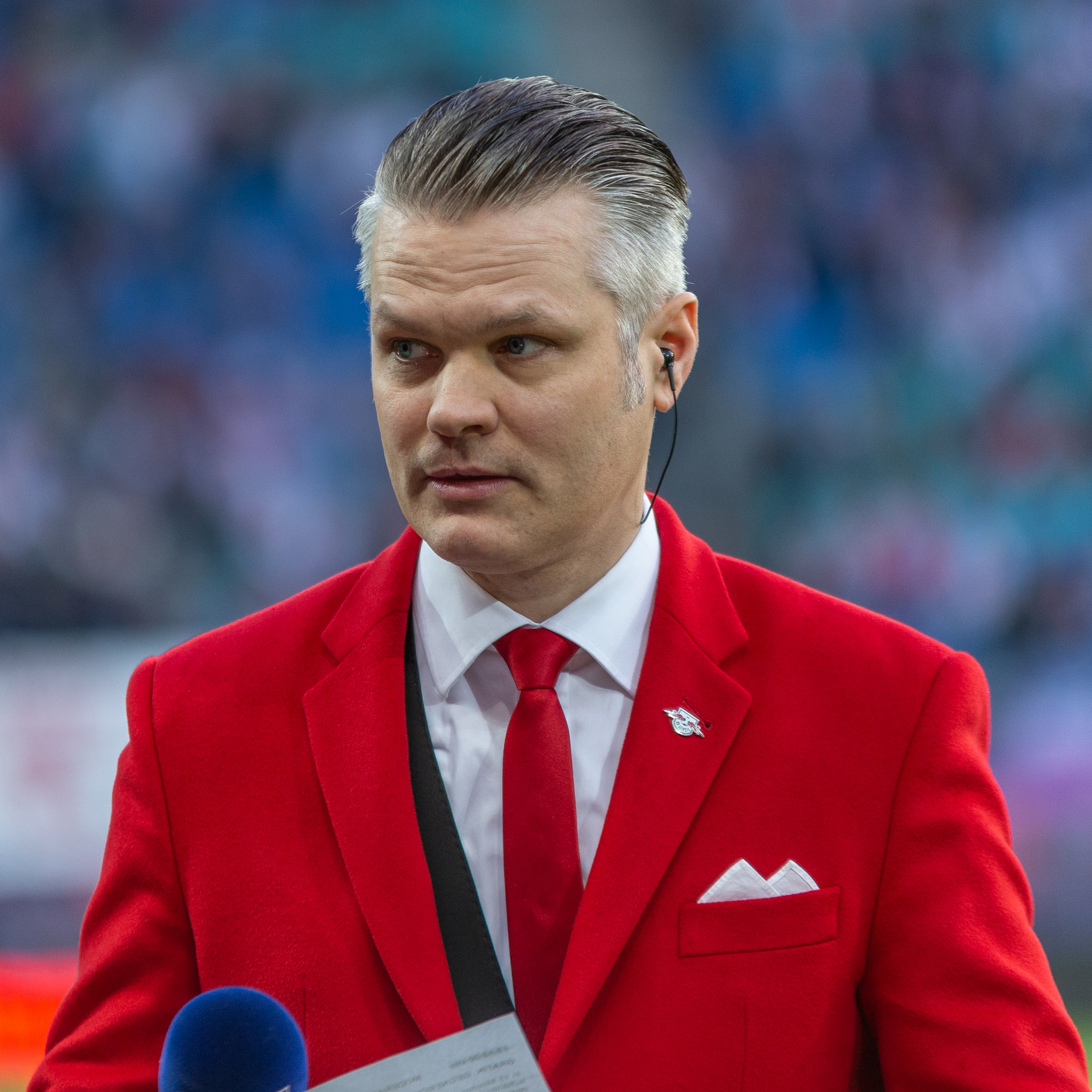
Tim Thoelke (* 1972)

- Thoelke, Wim (1927–1995), deutscher Fernsehmoderator
- Thoellden, Christoph (1686–1752), deutscher Verwaltungsjurist, Beamter und Rittergutsbesitzer
- Thoellden, Christoph Wilhelm († 1794), kursächsischer Beamter
- Thoelldeniz, Justinian von (1719–1780), deutscher Verwaltungsjurist

### Thoem
- Thoemer, Paul (1851–1918), deutscher Architekt und preußischer Baubeamter
- Thoemmes, Martin (1955–2017), deutscher Journalist und Autor

### Thoen
- Thoenen, Hans (1928–2012), Schweizer Neurobiologe
- Thoenert, Medardus (1754–1814), deutscher Kupferstecher
- Thoenes, Christof (1928–2018), deutscher Kunsthistoriker
- Thoenes, Fritz (1891–1974), deutscher Pädiater
- Thoenes, Hans Willi (1923–2006), deutscher Ingenieur, Chemiker und Umweltexperte
- Thoenes, Sander (1968–1999), niederländischer Journalist
- Thoenes, Wolfgang (1929–1992), deutscher Pathologe
- Thoenig, Jean-Claude (* 1940), schweizerisch-französischer Soziologe
- Thoennes, Jessica (* 1995), US-amerikanische Ruderin

### Thoer
- Thoeren, Konstantin M. (1948–2019), deutscher Filmproduzent, Herstellungs- und Produktionsleiter
- Thoeren, Robert (1903–1957), österreichisch-böhmischer Schauspieler, Schriftsteller und Drehbuchautor

### Thoes
- Thoes, Svenja (* 1991), deutsche Triathletin